# Castillo menor de Nuévalos
El castillo menor de Nuévalos o torre de Nuévalos era un castillo medieval que se encuentra situado en la localidad Zaragozana de Nuévalos.

## Reseña
La villa de Nuévalos perteneció desde su reconquista a la orden del Santo Sepulcro de Calatayud, a quién fue donada por Ramón Berenguer IV en 1156, siendo confirmada la donación con posterioridad. Consta que en 1328 estaba constituida como encomienda y que el comendador era Morlanes. Durante la Guerra de los Dos Pedros, resistió el ataque de las tropas castellanas de Pedro I en 1362 y no se rindió, a pesar de que la mayor parte de las guarniciones de la zona habían caído. Agradecido, En 1372, Pedro IV confirmó la posesión de la orden del Santo Sepulcro. Nuevamente en 1374 fue atacada por los castellanos que tampoco consiguieron tomar la villa.

## Descripción
Se encuentra situado en una cota inferior al castillo de Nuévalos sobre el precipicio y rodeado por el río, no lejos del castillo. Es de planta rectangular de unos 12 por 6 metros, construida en mampostería la parte inferior y recrecida en tapial, presentando algunos vanos en los muros. En la actualidad se encuentra restaurada y sirve de oficina de turismo de la localidad.

## Catalogación
El Castillo menor de Nuévalos o Torre de Nuévalos está incluido dentro de la relación de castillos considerados Bienes de Interés Cultural en virtud de lo dispuesto en la disposición adicional segunda de la Ley 3/1999, de 10 de marzo, del Patrimonio Cultural Aragonés. Este listado fue publicado en el Boletín Oficial de Aragón del 22 de mayo de 2006.